# Bill Siksay

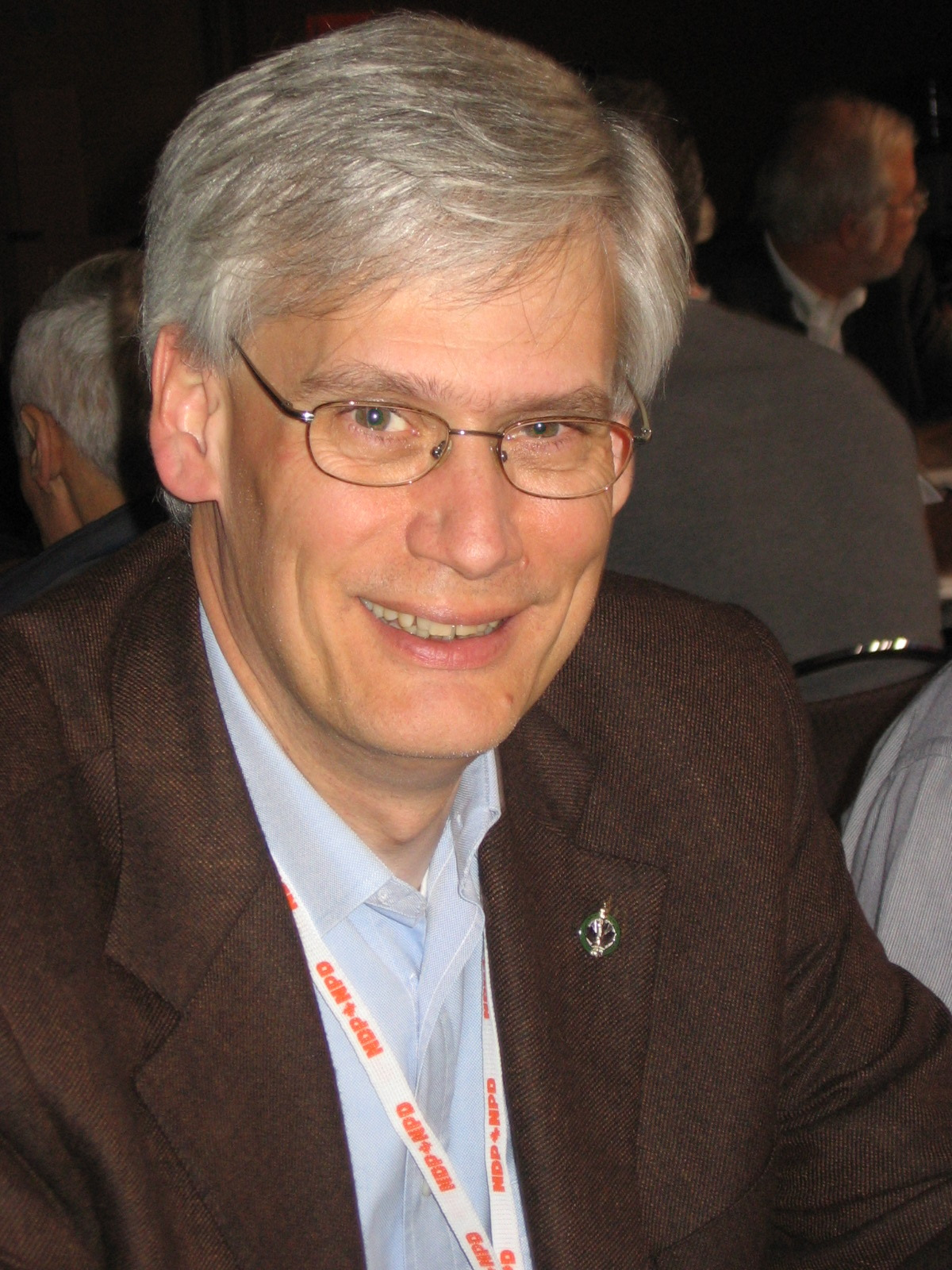
Bill Siksay (2006)

Bill Siksay (* 11. März 1955 in Oshawa, Ontario) ist ein kanadischer Politiker der sozialdemokratischen Neuen Demokratischen Partei. Von 2004 bis 2011 war er Abgeordneter im Parlament von Kanada.

## Leben
Seine Eltern waren Patricia und William Siksay. Nach seiner Schulausbildung besuchte er das McLaughlin Collegiate and Vocational Institute in Oshawa. Danach ging er an das Victoria College der University of Toronto, wo er seinen Bachelor 1978 erreichte. Er absolvierte das M.Div. Programm an der Vancouver School of Theology an der University of British Columbia, wo er sich auf das Amt eines Pastors in der United Church of Canada vorbereitete. In dieser Zeit gehörte Siksay zu den ersten Theologen mit Coming-out. Er beteiligte sich an der Debatte in seiner Kirche zur Ordination homosexueller Pastoren. Das M.Div. Programm beendete Siksay von sich aus nicht und er wurde daher nicht ordiniert.
Siksay wurde Mitarbeiter bei dem Politiker Svend Robinson für über 18 Jahre. 1997 verlor Siksay die Wahlen zum Vancouver Centre gegen Hedy Fry. Als Robinson seinen Abgeordnetensitz im kanadischen Parlament aufgrund des Diebstahls eines Schmuckstücks niederlegte, gewann Siksay innerhalb der Neuen Demokratischen Partei Kanadas die parteiliche Nominierung. Am 28. Juni 2004 gewann er die Wahlen und wurde Mitglied des kanadischen Abgeordnetenhauses. Siksay war der erste offen schwule Abgeordnete in Kanada der die Wahlen gewann. Alle anderen homosexuellen kanadischen Abgeordneten wie  Robinson, Libby Davies, Réal Ménard, Scott Brison outeten sich erst selbst, nachdem sie die Parlamentswahlen jeweils erstmals gewonnen hatten. Mario Silva wurde von der Zeitung Toronto Star kurz nach der Wahl geoutet. Innerhalb der Neuen Demokratischen Partei Kanadas ist Siksay in den Themen Einwanderung und Staatsbürgerschaft sowie für LGBT-Themen engagiert. Im Januar 2006 wurde Siksay mit großer Mehrheit für den Abgeordnetensitz Burnaby-Douglas wiedergewählt.
Siksay lebt in Burnaby mit seinem Lebensgefährten Reverend Brian Burke. Beide sind aktiv als Kirchenmitglieder in der United Church of Canada engagiert.